# II. Jakab angol király

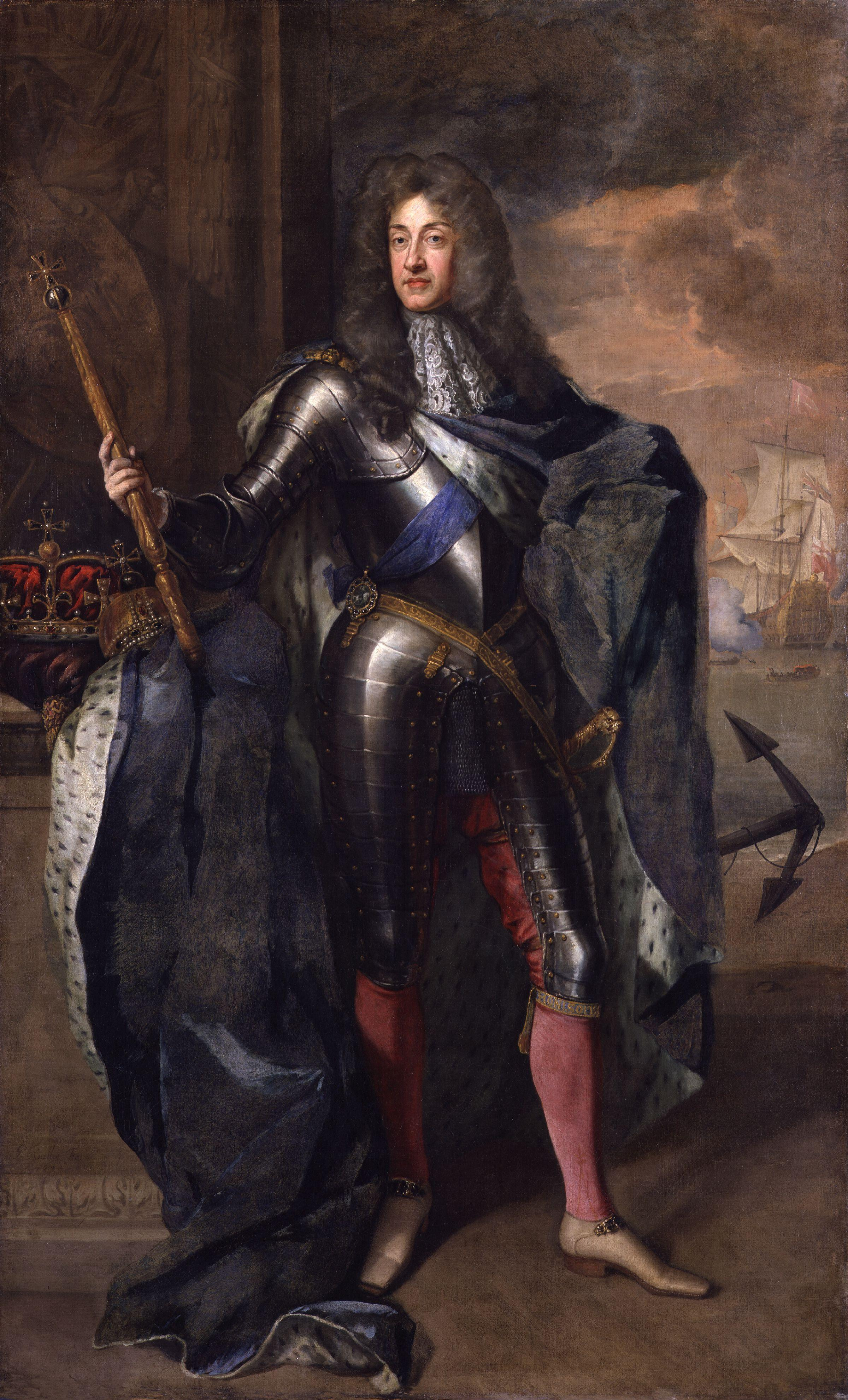
II. Jakab

II. Jakab (angolul: James II; London, 1633. október 14. – Saint-Germain-en-Laye, Franciaország, 1701. szeptember 16.) 1685-től 1688-ig Anglia, Skócia (VII. Jakab néven) és Írország királya a Stuart-házból, a kivégzett I. Károly fia, II. Károly öccse.

## York hercegeként
1646-ban, az angol forradalom kitörése után a parlament testvéreivel fogságba vetette. 1648-ban Hollandiába, majd Franciaországba menekült. 1652-ben Turenne seregében harcolt. 1655-ben el kellett hagynia Franciaországot, mire brit és ír menekültek élén, Condé és Don Juan alatt Turenne ellen fordította fegyverét (1659).
Amint a Stuartok megint Anglia trónjára kerültek, Jakab lett a Királyi Afrika Társaság elnöke. Ebbéli minőségében megbízta a Társaság szolgálatában álló Robert Holmest, hogy foglalja el a holland gyarmatokat és rabszolga-kereskedő állomásokat Nyugat-Afrikában. Ezzel egy időben az angolok az észak-amerikai holland területeket is megszállták, az államilag támogatott angol kalózok pedig súlyos károkat okoztak a holland kereskedőknek. A háborúban II. Károly király tengernaggyá és a brit hajóhad fővezérévé nevezte ki Jakabot, aki 1665 elején először Új-Amszterdamot, Hollandia észak-amerikai gyarmatát foglalta el. 1665. június 13-án a (southwoldinak is nevezett) lowestofti csatában fényes tengeri győzelmet aratott a hollandok fölött, a győzelmet azonban nem aknázta ki. Ezért leváltották a főparancsnok tisztségéből, amit George Monck és Pfalzi Rupert herceg között osztottak meg.
A harmadik angol–holland háborúban ismét Jakab lett az angol flotta főparancsnoka. Először 1672. június 7-én a solebayi csatában csapott össze De Ruyter admirálissal – a közel döntetlen eredményű csatában a győzelmet mindkét fél magának tulajdonította. A következő évben azonban De Ruyter háromszor isː
- első schooneveldi csata (1673. június 7.)
- második schooneveldi csata (1673. június 14.)
- texeli csata (1673. augusztus 21.)

elverte a nagy túlerőben levő, egyesült angol-francia flottát. A kudarcok miatt Anglia különbékét kötött Hollandiával; Jakab tengerészeti pályafutása gyakorlatilag véget ért.
Miután Jakab első neje – élete vége felé – a katolikus vallásra tért, majd 1673-ban a katolikus Mária modenai hercegnővel kötött újabb házasságot, az ellenzék kiharcolta, hogy állásáról le kelljen mondania. 1679-ben Brüsszelbe menekült, ahonnan azonban a parlament engedelmével nemsokára Skóciába tette át lakóhelyét.
1682-ben a herceget szállító Gloucester harmadosztályú sorhajó Great Yarmouth partjai előtt a sekély vízben manőverezve zátonyra futott, kettétört és gyorsan elsüllyedt. A legénység tagjai és az utasok közül sokan életüket vesztették; az áldozatok számát 130 és 250 közé becsülik. A herceget sikerült a partra menekíteni.

## Királyként
Károly halála után ő foglalta el az angol trónt, és bár megfogadta, hogy tiszteletben tartja a nemzet szabadságait és a törvényeket, nemsokára a korlátlan uralom és a római katolikus egyház helyreállítását célzó rendeleteket hozott. Az általános elégedetlenség közepette Monmouth herceg, II. Károly természetes fia lépett föl trónkövetelőnek. Kísérlete elbukott, ő pedig a vérpadra került; a megtorlók néhány hét alatt több mint 300 felkelőt végeztettek ki.
Az angol nép zöme némi türelemmel nézte a zsarnok uralmát, mert nem lévén a királynak fiúörököse, arra számított, hogy a trón protestáns leányaira száll majd. Azonban a katolikus királynő 1688-ban váratlanul fiút szült és erre kitört a vihar. A trónörököst – bár alaptalanul – becsempészett gyermeknek deklarálták; mindkét parlamentáris párt a klérussal szövetkezve, a király vejét, Orániai Vilmost szólította föl az angol alkotmány védelmére. Jakab megijedt ettől a fordulattól, és visszavonta törvénytelen rendeleteit, de már késő volt. Orániai Vilmos 1688. november 15-én Torbayben, Devonshire-nál partra szállt, mire Jakab, akit hadserege is cserbenhagyott, Franciaországba menekült. Útközben elfogták, de Orániai Vilmos másodízben is szökni engedte apósát. A parlament Jakabot trónvesztetté nyilvánította, utódául leányát, Mária királynőt és annak férjét, III. Vilmost kiáltotta ki királynak. Ezután II. Mária és III. Vilmos közösen uralkodott.

## Trónfosztása után
Jakab nem mondott le a trónról, azt folyamatosan próbálta visszaszerezni – híveit, akik továbbra is a Stuartokat tartották Anglia, Skócia és Írország legitim uralkodóinak, jakobitáknak nevezték el. Jakab 1689 márciusában francia segítséggel partra szállt Írországban, és összehívta Dublinba az ír parlamentet, amely elismerte királynak. Orániai Vilmos azonban 1690. július 11-én (a régi naptár szerint júl. 1-én) a Boyne folyónál legyőzte a Stuart-párt ír-francia csapatait, és Jakab visszatért francia földre. A következő évben Vilmos tábornokai visszahódították Írországot. Jakab gyorsan öregedett, és egyre inkább pietista hitvese befolyása alá került. A restauráció utolsó reményeit az 1697-ben megkötött rijswijki béke oszlatta el.
Fia, az „idősebb trónkövetelő” (Old Pretender) James Francis Edward Stuart szintén próbálkozott a hazatéréssel – 1715-ben tört ki Skóciában az első jakobita felkelés, de a francia támogatás dacára elbukott. Utána az angolok által „ifjú trónkövetelőnek” nevezett Charles Edward Stuart lett a jakobita mozgalom feje.

## Halála
A franciaországi Château de Saint-Germain-en-Laye-ben halt meg, bátyjához hasonlóan szélütés (intracerebrális vérzés) következtében. Holttestét bebalzsamozták, majd részekre osztották: belső szervei a saint-germaini templomba, illetve a saint-omeri angol jezsuitákhoz kerültek, agya a Párizsi Egyetem Collegium Scoticumába, szíve pedig óhajának megfelelően a chaillot-i zárdába. Testének többi részét az angol bencések párizsi templomában helyezték végső nyugalomra hármas szarkofágban. Maradványai és a neki szentelt emlékművek a francia forradalom alatt elvesztek vagy megsemmisültek. Saint-Germain templomában a forradalom után, 1828-ban IV. György brit király megrendelésére készítettek számára síremléket.

## Gyermekei
Első feleségétől, Hyde Annától (1638. március 22. – 1671. március 31.) nyolc gyermeke született:
| Név       | Születés             | Halál              | Megjegyzés |
| --------- | -------------------- | ------------------ | ---------- |
| Károly    | 1660. október 22.    | 1661. május 5.     |            |
| II. Mária | 1662. április 30.    | 1694. december 28. |            |
| Jakab     | 1663. július 12.     | 1667. június 20.   |            |
| Anna      | 1665. február 6.     | 1714. augusztus 1. |            |
| Károly    | 1666. július 4.      | 1667. május 22.    |            |
| Edgár     | 1667. szeptember 14. | 1671. június 8.    |            |
| Henrietta | 1669. január 13.     | 1669. november 15. |            |
| Katalin   | 1671. február 9.     | 1671. december 5.  |            |

Második feleségétől, Modenai Máriától (1658. október 5. – 1718. május 7.) hét gyermeke született:
| Név                 | Születés            | Halál              | Megjegyzés    |
| ------------------- | ------------------- | ------------------ | ------------- |
| Katalin Laura       | 1675. január 10.    | 1676. október 3.   |               |
| Izabella            | 1676. augusztus 28. | 1681. március 2.   |               |
| Károly              | 1677. november 7.   | 1677. december 12. |               |
| Erzsébet            | 1678                | 1678?              |               |
| Sarolta Mária       | 1682. augusztus 16. | 1682. október 16.  |               |
| Jakab Eduárd        | 1688. június 10.    | 1766. január 1.    | Trónkövetelő. |
| Lujza Mária Terézia | 1692. június 28.    | 1712. április 20.  |               |

Ezen kívül volt még hat törvénytelen gyermeke is:
| Név       | Születés            | Halál              | Megjegyzés                                                  |
| --------- | ------------------- | ------------------ | ----------------------------------------------------------- |
| Henrietta | 1667                | 1730. április 3.   | Arabella Churchilltől (1648. február 23. – 1730. május 30.) |
| Jakab     | 1670. augusztus 21. | 1734. június 12.   | Arabella Churchilltől.                                      |
| Henrik    | 1673. augusztus 6.  | 1702. december 16. | Arabella Churcilltől.                                       |
| Arabella  | 1674                | 1704. november 7.  | Arabella Churchilltől.                                      |
| Katalin   | 1681                | 1743. március 13.  | Catherine Sedleytől (1657 – 1717. október 26.).             |
| Jakab     | 1684                | 1685               | Catherine Sedleytől.                                        |